# La Course de l'innocent
Pour plus de détails, voir Fiche technique et Distribution.
La Course de l'innocent (La corsa dell'innocente) est un thriller d'aventures italo-français réalisé par Carlo Carlei, sorti en 1992.

## Synopsis
Vito est un garçon élevé dans une famille de malfrats violents du Sud de l'Italie. Par contre, lui est l'innocence-même et lorsque toute sa famille est assassinée par un gang rival, il ne lui reste qu'à fuir pour sauver sa vie, mais aussi, pour la première fois, le voilà capable de mener sa propre vie et faire ses propres choix, à la fois libre mais devant expier les crimes passés de sa famille…

## Fiche technique
- Titre : La Course de l'innocent
- Titre original : La corsa dell'innocente
- Réalisation : Carlo Carlei
- Scénario : Carlo Carlei, Gualtiero Rosella
- Production : Franco Cristaldi, Domenico Procacci, Massimo Cristaldi, Bruno Ricci, Jon Turtle, Gabriella Carosio, Michelle de Broca
- Musique : Carlo Siliotto
- Photographie : Raffaele Mertes
- Montage : Claudio Di Mauro, Carlo Fontana
- Direction artistique : Franco Ceraolo
- Chef décorateur : Antonio Tarolla
- Costumes : Mariolina Bono
- Pays d'origine :  Italie/ France
- Langue : italien
- Genre :  thriller, aventures
- Durée : 105 minutes
- Dates de sortie : 
  - Italie : 9 septembre 1992 (Mostra de Venise 1992) ; 9 octobre 1992 (sortie nationale)
  - France : 21 juillet 1993

## Distribution
- Manuel Colao : Vito
- Salvatore Borgese : père de Vito
- Francesca Neri : Marta Rienzi
- Jacques Perrin : Davide Rienzi

## Distinctions

### Récompenses
- Festival international du film des Hamptons 1993 : 
  - Meilleur film indépendant
  - Prix du public

### Nominations
- Golden Globes 1994 :
  - Meilleur film étranger
- Saturn Award 1994 :
  - Meilleur jeune acteur (Manuel Colao)
- Prix David di Donatello 1993 :
  - Meilleur premier film
- Prix du syndicat des journalistes de cinéma italiens 1993 :
  - Meilleur premier film